# Breckenridge Hills
Breckenridge Hills ist eine Stadt mit dem Status „City“ im St. Louis County im US-Bundesstaat Missouri. Das U.S. Census Bureau hat bei der Volkszählung 2020 eine Einwohnerzahl von 4.458 ermittelt.

## Geographie
Die Koordinaten von Breckenridge Hills liegen bei 38°42'56" nördlicher Breite und 90°22'9" westlicher Länge.
Nach Angaben der United States Census 2010 erstreckt sich das Stadtgebiet von Breckenridge Hills über eine Fläche von 2,10 Quadratkilometer (0,81 sq mi).

## Bevölkerung
Nach der United States Census 2010 lebten in Breckenridge Hills 4746 Menschen verteilt auf 1911 Haushalte und 1138 Familien. Die Bevölkerungsdichte betrug 2260,0 Einwohner pro Quadratkilometer (5859,3/sq mi).
Die Bevölkerung setzte sich 2010 aus 53,5 % Weißen, 32,7 % Afroamerikanern, 0,6 % Asiaten, 0,4 % amerikanischen Ureinwohnern, 8,9 % aus anderen ethnischen Gruppen und 3,8 % stammten von zwei oder mehr Ethnien ab.
In 35,4 % der Haushalten lebten Personen unter 18 Jahre und in 8,9 % Menschen die 65 Jahre oder älter waren. Das Durchschnittsalter betrug 32,7 Jahre und 48,5 % der Einwohner waren Männlich.

## Belege
1. ↑  Explore Census Data Total Population in Breckenridge Hills city, Missouri. Abgerufen am 2. Februar 2023.
2. ↑   United States Census
3. ↑   American Fact Finder